# Heuberg (Chiemgauer Alpen)
Der Heuberg ist ein viergipfliger Berg in Bayern, der zu den Chiemgauer Alpen gerechnet wird. Er liegt am Rande des Inntals bei Nußdorf am Inn. Zum ebenfalls als Heuberg (1338 m ü. NHN) bezeichneten Hauptgipfel führt eine leichte Bergwanderung. Dagegen erfordern die drei anderen Gipfel, die Wasserwand (1367 m ü. NHN), der Kitzstein (1398 m ü. NHN) und die Kindlwand (1228 m ü. NHN) Trittsicherheit in ausgesetztem Gelände.

## Name
Der Heuberg hat seinen Namen von einem grasigen Hügel zwischen Kitzstein und Wasserwand, der schon früher den Bauern zur Heuernte gedient hat. Noch heute liefert er Gras und Heu für das Vieh auf der Almweide beziehungsweise während des Winters im Stall.
Nördlich unterhalb des Gipfels auf 1060 Metern befinden sich die Daffneralmen, die ganzjährig bewirtschaftet sind. Dorthin gibt es verschiedene Wanderrouten und damit auch auf den Heuberg. Eine Tour führt von Nußdorf auf der Forststraße über Kirchwald (2 Stunden) und eine weitere von Samerberg (Wirtshaus Duft) über die Langersleiten (1 Stunde) zu den Daffneralmen. Der Aufstieg von den Almen, der an der Wasserwand vorbeiführt, dauert noch weitere 45 Minuten. Vom Gipfel des Heubergs reicht der Blick ins Inntal, zum Kranzhorn und ins Mangfallgebirge.

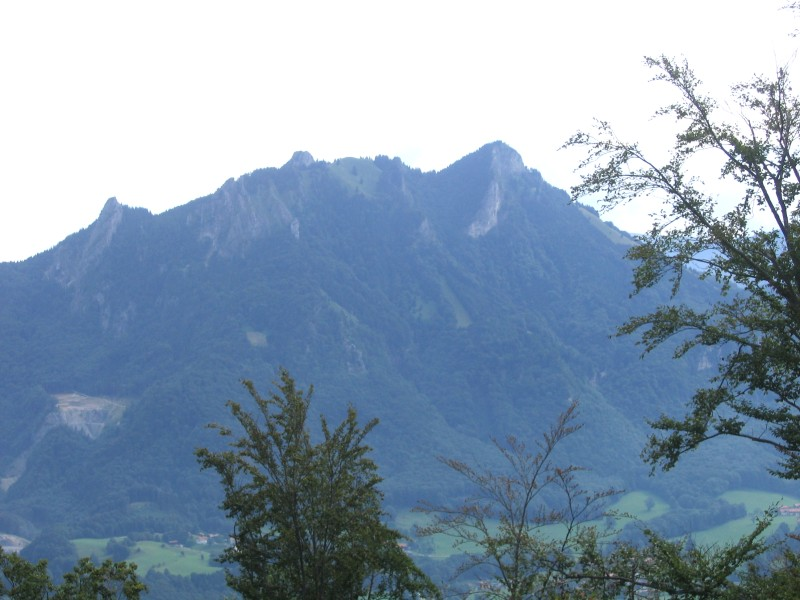
Heuberg vom Kleinen Madron aus gesehen
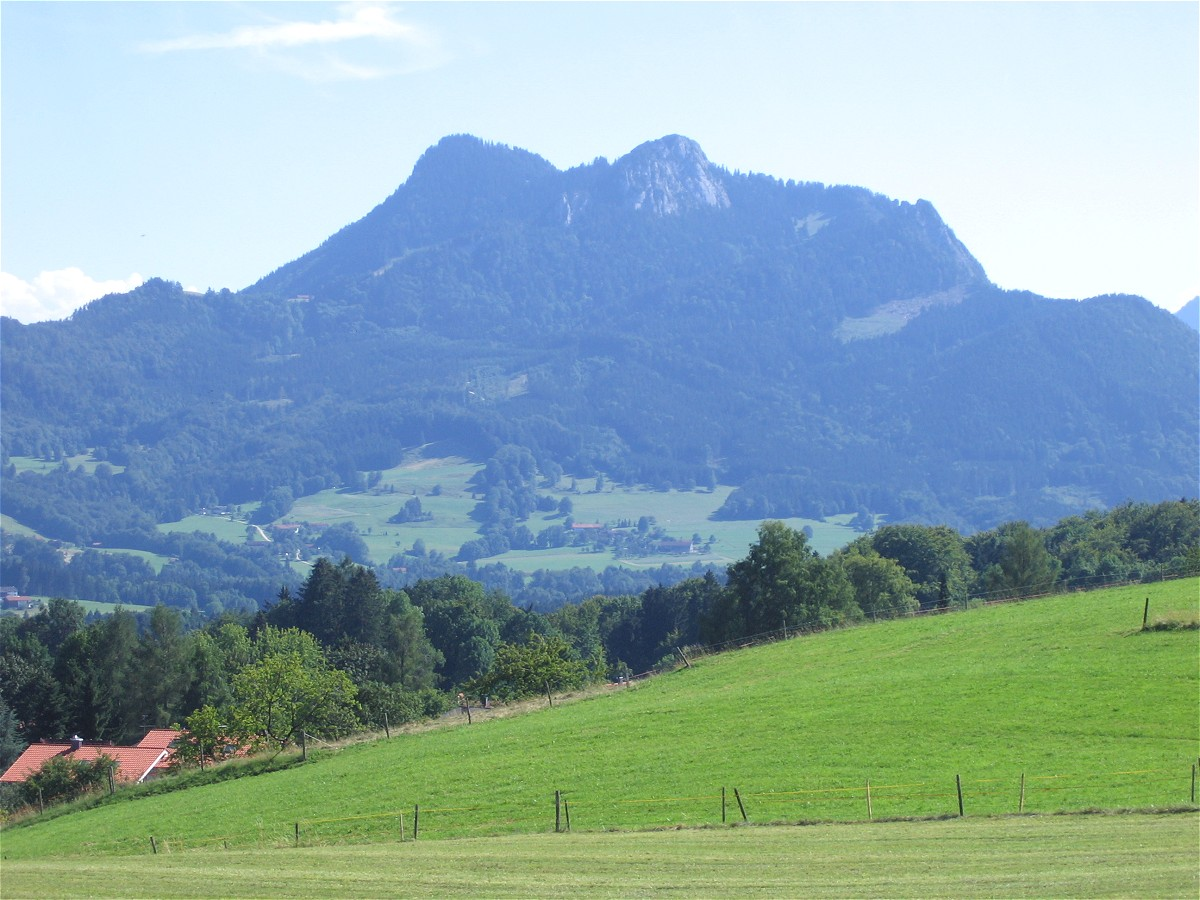
Heuberg von Törwang (Samerberg) aus gesehen
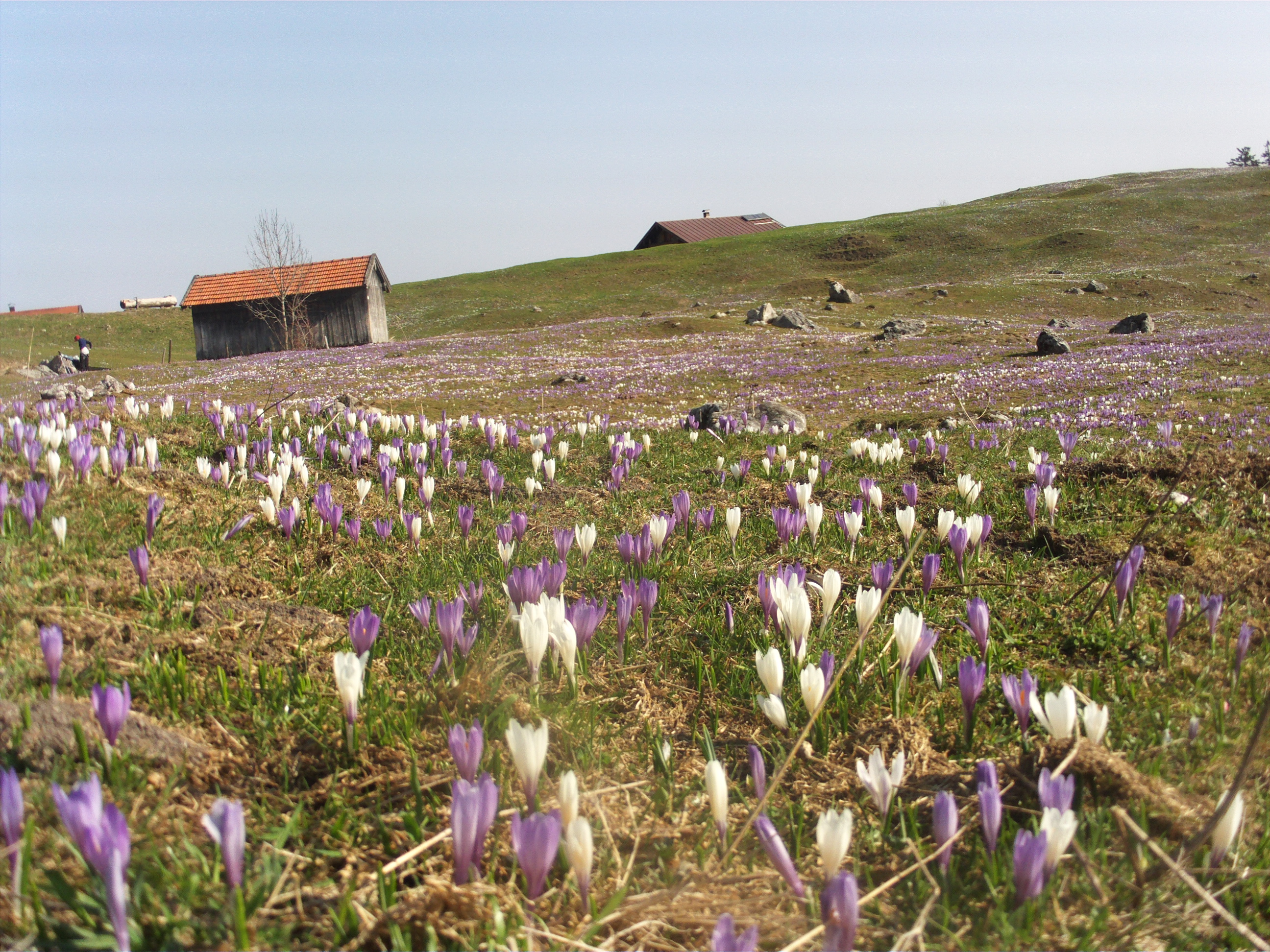
Krokusblüte auf dem Heuberg

## Flora und Fauna
Die Wiesen und Wälder auf und um den Heuberg sind sehr artenreich. An geschützten Standorten am Heuberg stehen Türkenbund, Rotes Waldvöglein und Frauenschuh und andere seltene Pflanzen. Blumenfreunde kommen gleich nach der Schneeschmelze auf ihre Kosten, wenn auf den Almwiesen der lila und der weiße Krokus blühen.

## Steinbruch am Heuberg
Am Heuberg gibt es seit 1961 den Steinbruch Nußdorf vom Portland-Zementwerk Rohrdorf. Nach der Genehmigung aus dem Jahr 1961 sollte Kalksteinabbau zum Schutz vor Lärm und Staub sowie zur Erhaltung des Landschaftsbildes hinter einer Schutzwand erfolgen. Bereits nach wenigen Monaten stürzten große Teile der Schutzwand aufgrund der Sprengungen ein. Danach wurde die Abbau-Genehmigung mehrmals, zuletzt 1994, geändert. Gestritten wird seit Jahren über Abbauoberkante des Steinbruchs am Berg. In der Abbaugenehmigung aus dem Jahr 1961 sind Höhenlinien für die Abbauoberkante von 758 m eingezeichnet, die der Höhe der gebauten und später eingestürzten Schutzwand entsprachen. Beim Landratsamt Rosenheim und bei der Regierung von Oberbayern geht man aber von einer Abbauoberkante von 840 m aus, nach den Grenzsteinen, die das Abbaugebiet horizontal begrenzen. Die Gemeinde Nußdorf klagte vor dem Bayerischen Verwaltungsgerichtshof in zweiter Instanz auf Einhaltung der Höhenlinien von 758 m, da die erste Klage vor dem Verwaltungsgericht München gescheitert war. Der Bayerische Verwaltungsgerichtshof fasste im Juni 2018 den Beschluss, dass das Landratsamt in einem sofort vollziehbaren Bescheid den vorläufigen Stopp des Abbaus ab 758 m anordnen muss. Der Steinbruch-Betreiber stellte im März 2019 den Antrag auf eine wesentliche Änderung der gültigen Abbau-Genehmigung, um weitere ca. 10 Millionen Tonnen Kalkstein in 50 Jahren abzubauen, auch oberhalb der 1961 genehmigten Abbauoberkante von 758 m. Im Verfahren zur Genehmigung gab es insgesamt 1.241 Einwendungen, darunter die Gemeinde Nußdorf, beim Landratsamt gegen den Erweiterungsantrag. Im Januar 2021 gründeten Bürger das Aktionsbündnis „Rettet den Heuberg“. Der Bund Naturschutz in Bayern, der Deutsche Alpenverein, Mountain Wilderness, der Verein zum Schutz der Bergwelt und die Inntalgemeinschaft unterstützen das Aktionsbündnis. Danach wurde festgestellt, dass sich ein großer Teil des Steinbruchs und die gesamte Erweiterungsfläche in der höchsten Schutzzone C des Alpenplans befindet. Am 1. Mai 2021 fand eine Demonstration mit etwa 450 Teilnehmern gegen die Steinbruch-Erweiterung auf dem Sportplatz Nußdorf statt. Bekanntester Redner war der Extrembergsteiger und Natura-2000-Botschafter Alexander Huber. Im Umweltausschuss des Landtages stimmten nur die Grünen für den SPD-Antrag Keine Zerstörung des Heubergs – Kein Riedberger Horn 2.0! da die geplanten Erweiterungsflächen in der Schutzzone C des Alpenplans lägen, die eigentlich Naturwald, seltenen Pflanzen und Tieren vorbehaltenen sei. Die CSU, FW und FDP stimmten gegen den Antrag.